# Cereus pierre-braunianus
Cereus pierre-braunianus es una especie de planta suculenta perteneciente al género Cereus, dentro de la familia Cactaceae. Es endémica del centro-oeste de Brasil. 

## Descripción

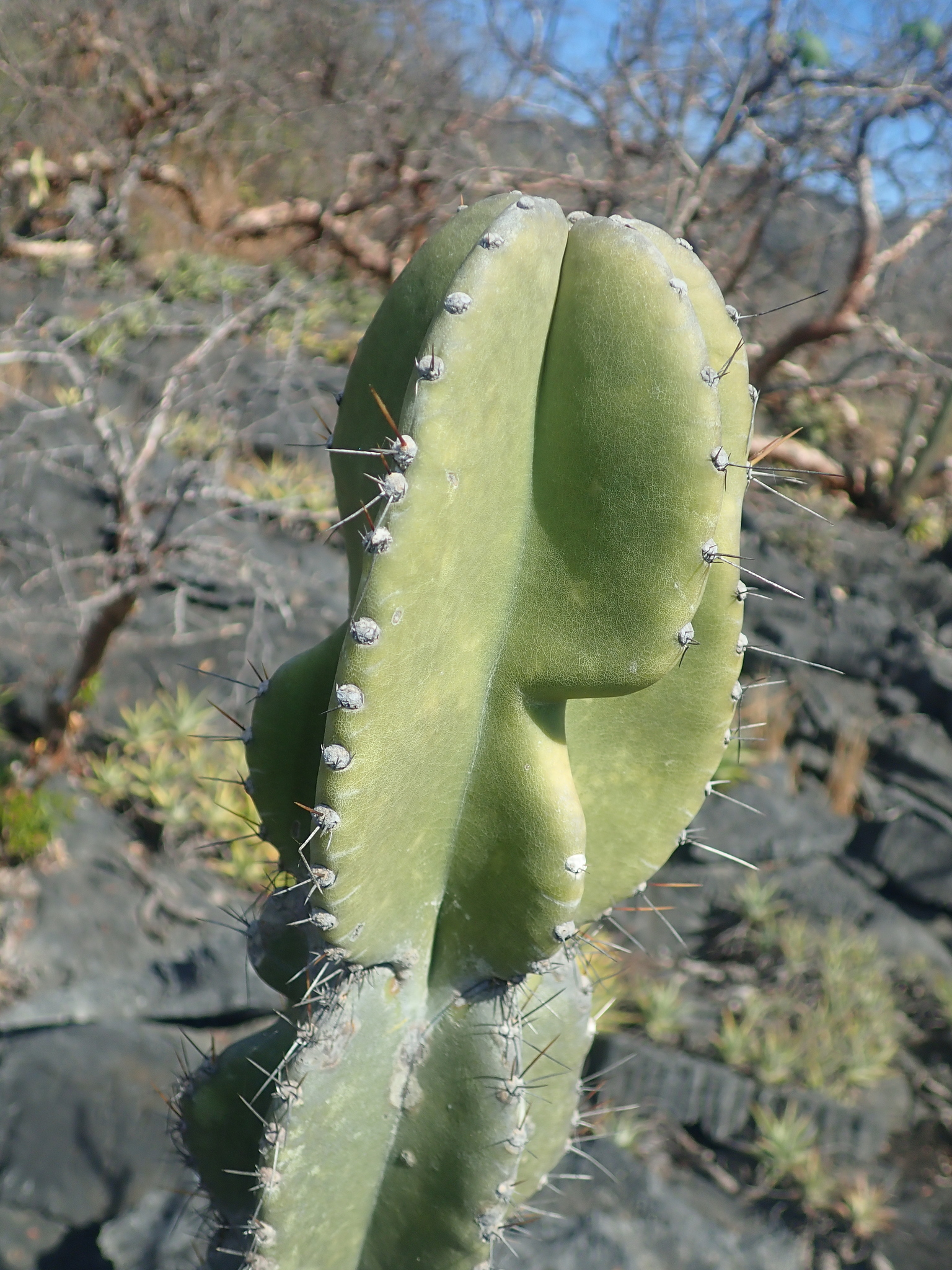
Detalle del tallo

Cereus pierre-braunianus es una especie de cactus que crece en forma de árbol, con las ramas en forma de candelabro y alcanzando alturas de hasta 7 m. Es capaza de formar un tronco muy leñoso con un diámetro de hasta 38 cm. Los tallos son rectos o arqueados, segmentados y de color verde a verde grisáceo inicialmente, aunque luego se vuelven gris claro y manchados con la edad. Cada segmento mide de 40 a 75 cm de largo y tiene un diámetro de hasta 24 cm.  
Presenta de 4 a 6 costillas angulares que miden hasta 7,2 cm de alto. Sobre ellas se asientan areolas algo afelpadas, con espinas de color gris a gris oscuro con la punta negra. Entre ellas se distinguen de 7 a 9 espinas centrales de hasta 2,3 cm de longitud, y de 7 a 10 espinas laterales de sólo 1,3 cm de largo. Además, en la parte floreciente del brote faltan espinas o hay de 1 a 3, que miden hasta 0,6 cm de largo. 
Las flores son blancas, apenas se abren y miden entre 14 y 15,5 cm de largo y hasta 7 cm de diámetro. Su pericarpelo y tubo floral son de color verde. Los frutos son esféricos y de paredes gruesas. Son de color verde, aunque a veces son de color marrón, y tienen un diámetro de hasta 9,3 cm. La pulpa es fibrosa y pegajosa, de color blanco verdoso.

## Distribución y hábitat
El área de distribución nativa de esta especie es el centro-oeste de Brasil (concretamente en el noreste del estado de Goiás) y crece principalmente en el bioma tropical estacionalmente seco sobre rocas calizas.

## Taxonomía
Cereus pierre-braunianus fue descrita por el botánico brasileño Eddie Esteves Pereira y publicada por primera vez en la revista científica Cactus and Succulent Journal 75: 266 en 2003.
Etimología
- Cereus: nombre genérico que deriva del término latíno cereus (que se traduce como 'vela' o 'cirio'), haciendo alusión a su forma alargada perfectamente recta.[3]
- pierre-braunianus: epíteto específico otorgado en honor al botánico alemán y especialista en cactus Pierre Josef Braun.[4]

## Estado de conservación
En la Lista Roja de Especies Amenazadas de la UICN, la especie está clasificada como “Vulnerable (VU)”.

## Usos
Se cultiva principalmente como planta ornamental y su propagación se realiza a través de esquejes o semillas.

## Galería

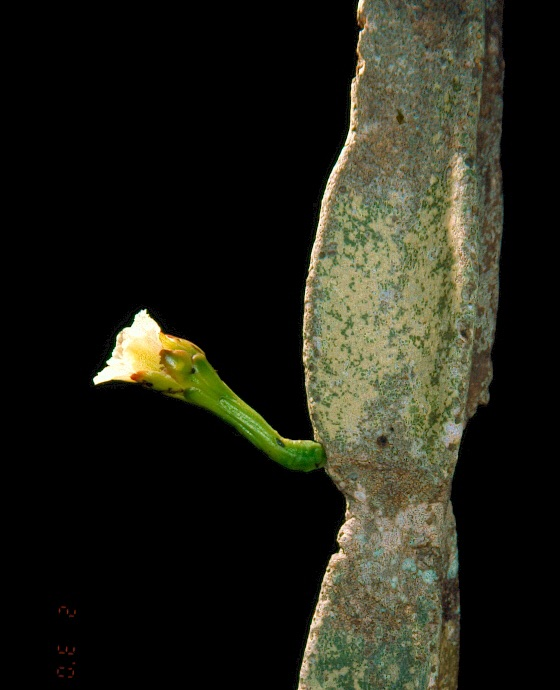
Detalle de las flor
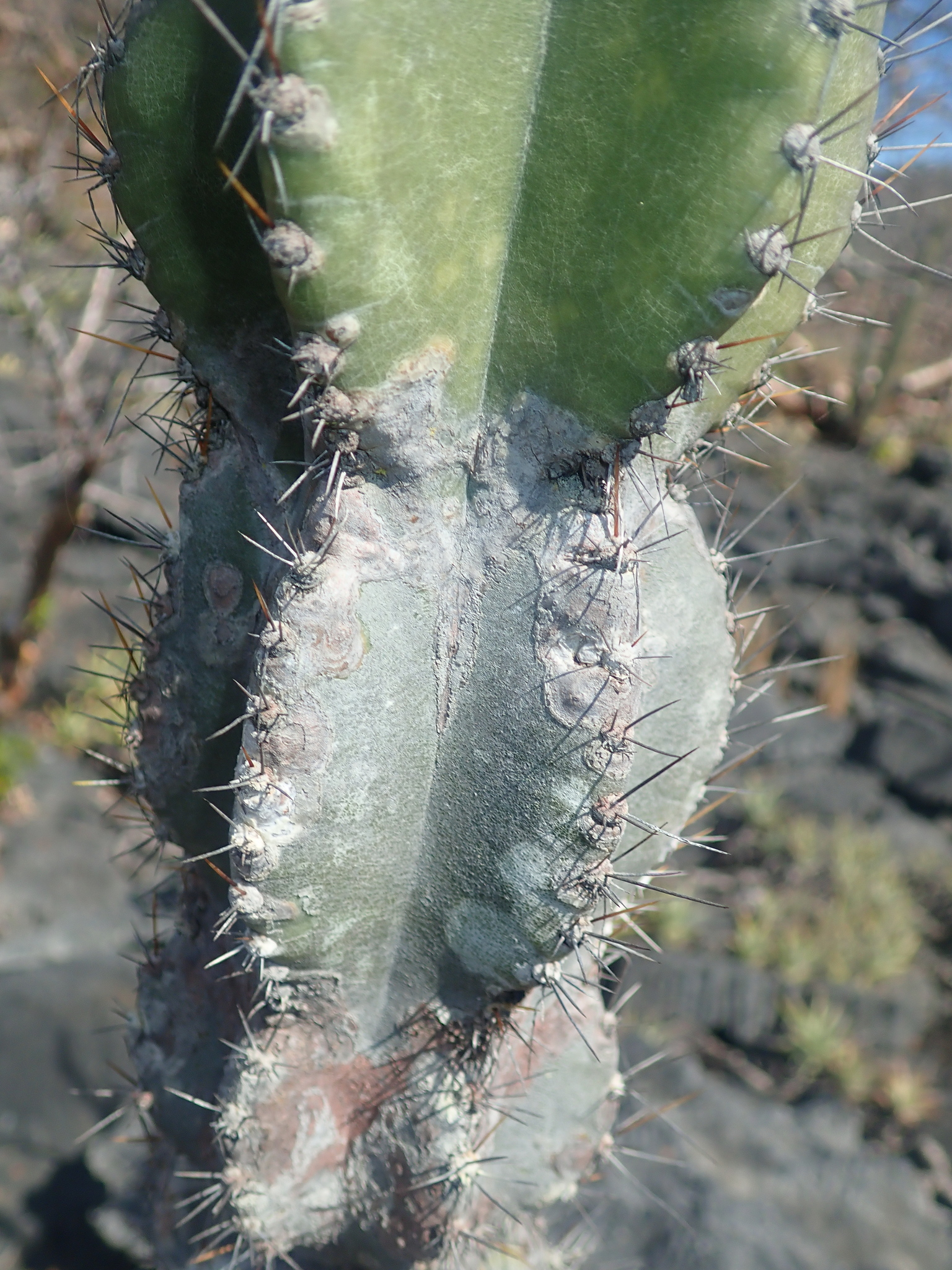
Detalle de las espinas
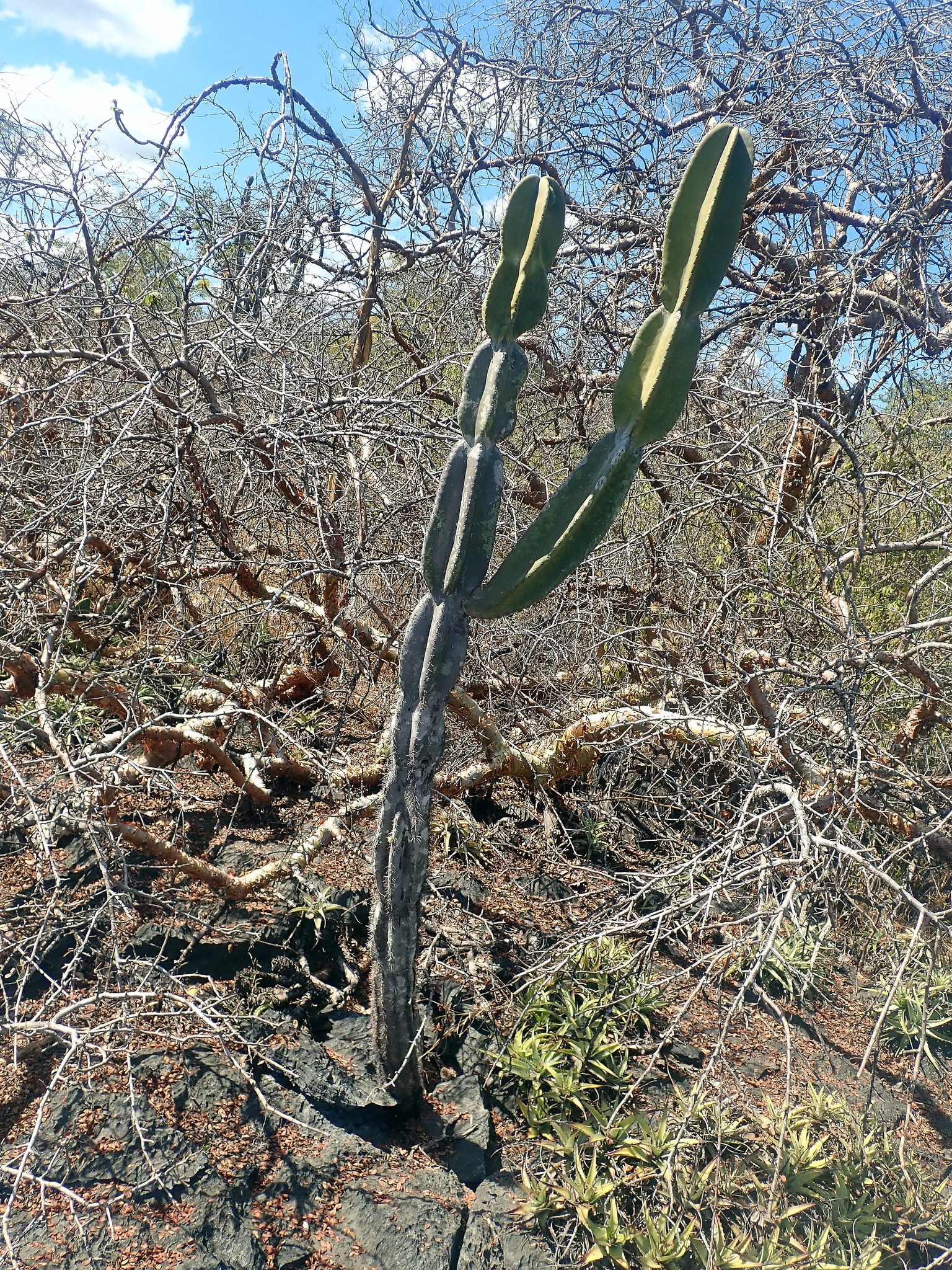
Planta en su hábitat
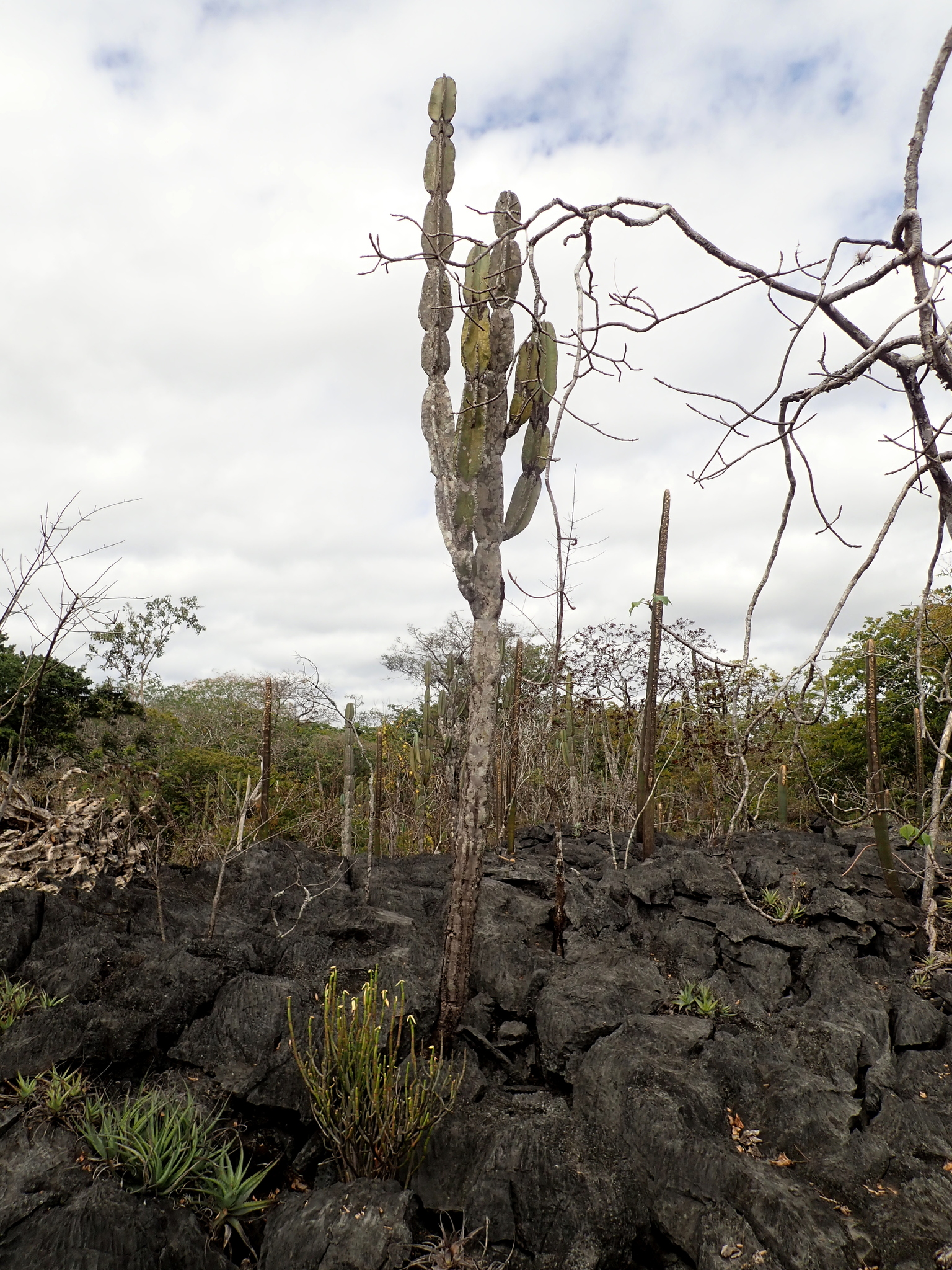
Porte de la planta
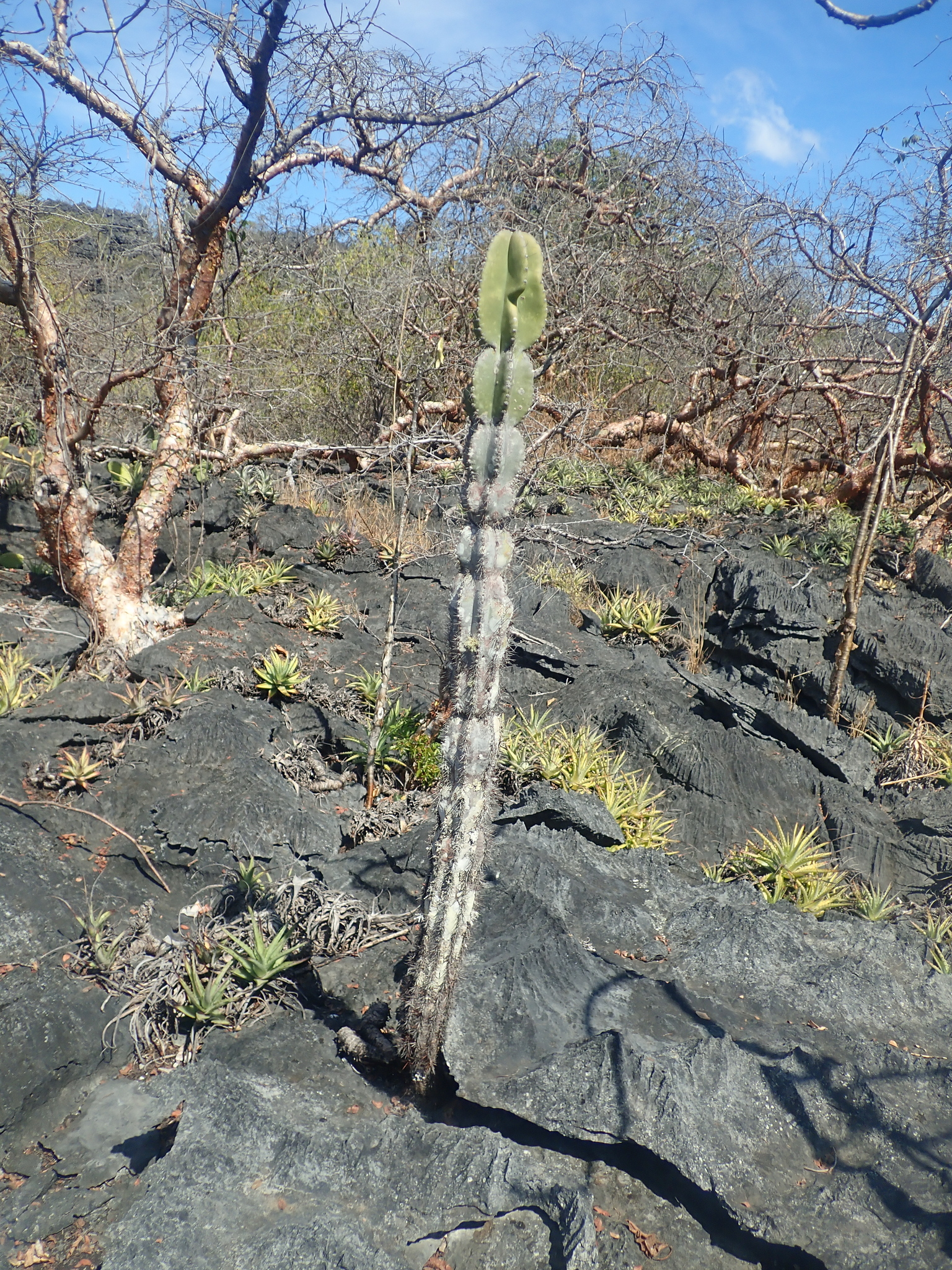
Detalle del tallo